# Fragum mundum
Fragum mundum är en musselart som först beskrevs av Reeve 1845.  Fragum mundum ingår i släktet Fragum och familjen hjärtmusslor. Inga underarter finns listade i Catalogue of Life.